# Чернышкино (Арефинское сельское поселение)
Чернышкино — деревня Арефинского сельского поселения Рыбинского района Ярославской области.
Деревня расположена на севере сельского поселения на правом высоком и обрывистом берегу реки Ухра, в 2 км на северо-запад от центра сельского поселения села Арефино. Деревня стоит на правом берегу небольшого ручья, правого притока Ухры. Выше по течению этого ручья на расстоянии около 1 км к востоку стоит деревня Харино. На таком же расстоянии к северу стоят стоят деревни Гончарово и Дор. На том же берегу Ухры, выше по течению, в южном направлении стоит деревня Бутакино.
Деревня Черняшина указана на плане Генерального межевания Рыбинского уезда 1792 года.
На 1 января 2007 года в деревне Чернышкино числилось 3 постоянных жителя. Почтовое отделение, расположенное в центре сельского поселения селе Арефино обслуживает в деревне Чернышкино 12 домов.